# 陈与燊
陈与燊（1887年—1911年4月27日），字愈心，福建省福州府侯官縣（今福建省福州市）人，黄花岗七十二烈士之一。

## 生平
陈与燊与黄花岗七十二烈士的陈可钧、陈更新为小学同学。陈与燊21岁时留学日本早稻田大学攻读法律，并加入同盟会。
1911年春，陈与燊听说广州有起义，前往香港并进入广州。4月27日，死于黄花岗起义。